# Izledz
Izledz (vitryska: Ізледзь, ryska: Izled’) är ett vattendrag i Belarus. Det ligger i den nordvästra delen av landet, 90 km väster om huvudstaden Minsk.
I omgivningarna runt Izledz växer i huvudsak blandskog. Runt Izledz är det ganska glesbefolkat, med 23 invånare per kvadratkilometer.